# The Laramie Project (dramat)

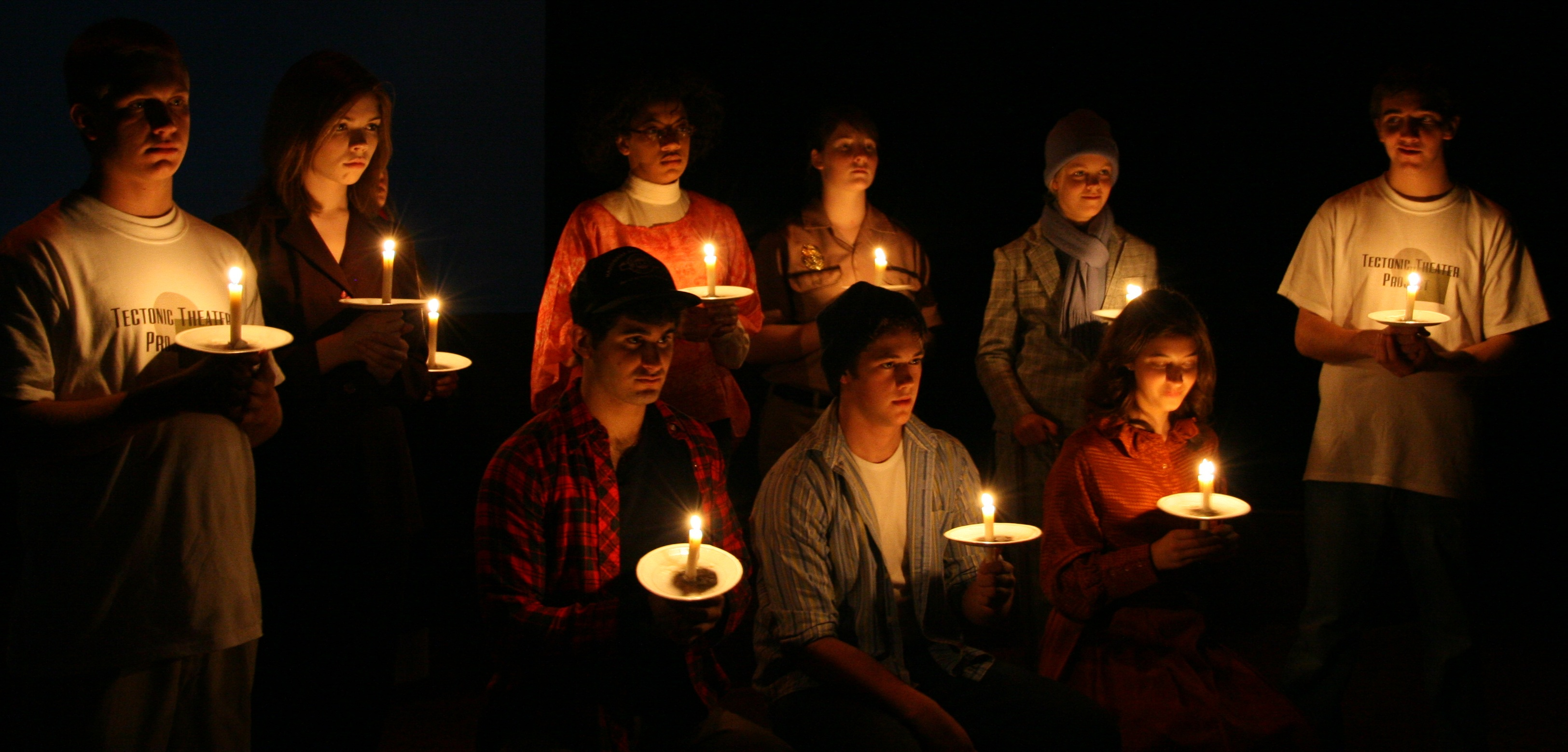
Scena z produkcji z 2008 r. pokazująca czuwanie ze świecami dla Matthew Sheparda

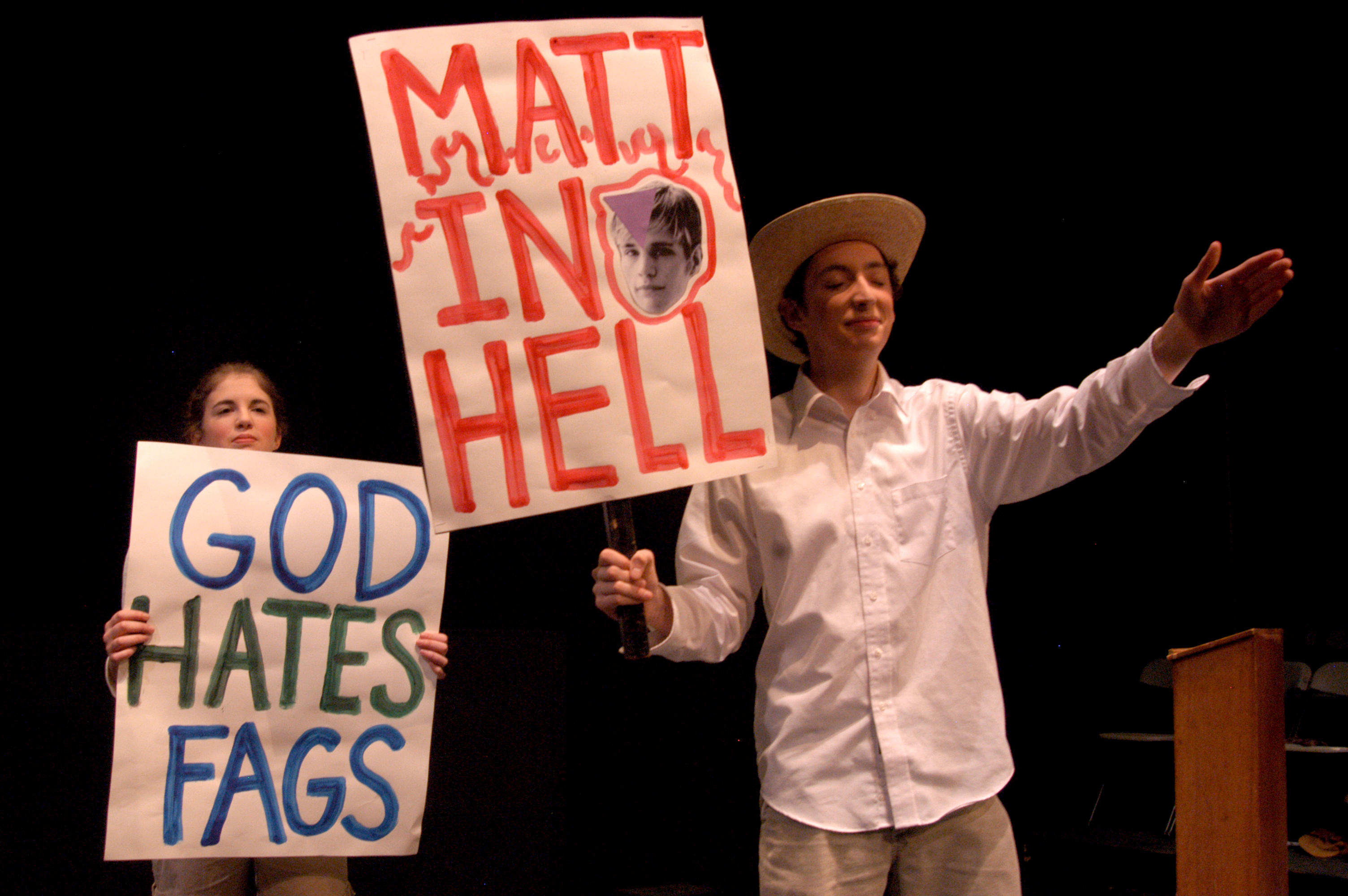
Scena z przedstawienia wystawionego w 2005 r., ilustrująca protestujących członków Westboro Baptist Church

The Laramie Project – amerykański dramat z 2000 roku autorstwa Moisesa Kaufmana i członków Tectonic Theater Project (konkretniej, udział w stworzeniu dramatu wzięli Leigh Fondakowski, Stephen Beiber, Greg Pierotti, Barbara Pitts, Stephen Wangh, Amanda Gronich, Sara Lampert, John McAdam, Maude Mitchell, Andy Paris i Kelli Simpkins) którego głównym tematem są reakcje na morderstwo studenta-geja Uniwersytetu Wyoming, Matthew Shepard. To morderstwo zostało uznane za zbrodnię nienawiści i zwróciło uwagę na brak ustaw o zbrodniach nienawiści w wielu stanach, w tym w Wyoming.
The Laramie Project to przykład teatru faktu, który powstał na bazie setek wywiadów przeprowadzonych przez członków kompanii teatralnej z mieszkańcami Laramie, osobistych notatek i pamiętników członków kompanii, i opublikowanych wiadomości prasowych. Dzieli się on na 3 akty, i 8 aktorów wciela się w więcej niż 60 postaci w serii krótkich scen.

## WSystawienia sztuki
The Laramie Project miało swoją premierę w The Ricketson Theatre i zostało wystawione przez The Denver Center Theatre Company (Denver), które jest częścią Denver Center for the Performing Arts w lutym 2000 Następnie zostało wystawione w Union Square Theatre w Nowym Yorku przed wystawieniem w listopadzie 2002 w Laramie, Wyoming. Tę sztukę wystawiono także w liceach, na uczelniach i w teatrach społeczności w całej Ameryce Tę sztukę wystawiły profesjonalne kampanie teatralne w USA, Canadzie, Wielkiej Brytanii, Irlandii, Australii i Nowej Zelandii. 
Wiele w wystawień tej sztuki zostało oprotestowane w Stanach Zjednoczonych przez ludzi stowarzyszonych z Fredem Phelpsem z Westboro Baptist Church. Przedstawiono ich w sztuce protestujących na pogrzebie Matthew Sheparda tak, jak uczynili w prawdziwym życiu. 
Tę sztukę wystawiano globalnie w latach następujących po jej premierze. Nawet w 2009 r. była kontrowersyjna w Colorado i w Las Vegas w Newadzie, gdzie niektórzy rodzice próbowali zablokować jej wystawienie.
Właścicielem praw autorskich do The Laramie Project jest Dramatists Play Service, Inc.Fundacja Matthew Sheparda zapewnia pomoc i zasoby dla tych, którzy chcieliby wystawić The Laramie Project lub The Laramie Project: 10 Lat Później. Specjalista Fundacji ds. Laramie Project może pomóc z mediami, kontekstem historycznym, kreatywnym konsultingiem i innymi zasobami i usługami za darmo dla teatrów non-profit, instytucji edukacyjnych i religijnych. Fundacja także pomaga tym, którzy pragną zaangażować ich społeczności w konwersacje o tym, jak wymazać nienawiść ze świata.

## Aktorzy
Ważniejsi aktorzy i aktorki, którzy wystąpili w The Laramie Project, to między innymi: Van Hansis, Mary Beth Peil, Jenna Ushkowitz, Laura Linney, Joshua Jackson, Stephanie March, Peter Hermann, Peter Fonda, Camryn Manheim, Daniel de Weldon, Cyndi Lauper, Clea DuVall, Christina Ricci, Judith Light, Terry Kinney, Frances Sternhagen, Brian Kerwin, Robert Desiderio, Chad Allen, Stockard Channing, Darren Criss, Andrew Garfield, Amy Madigan.

## Zwalczanie homofobii

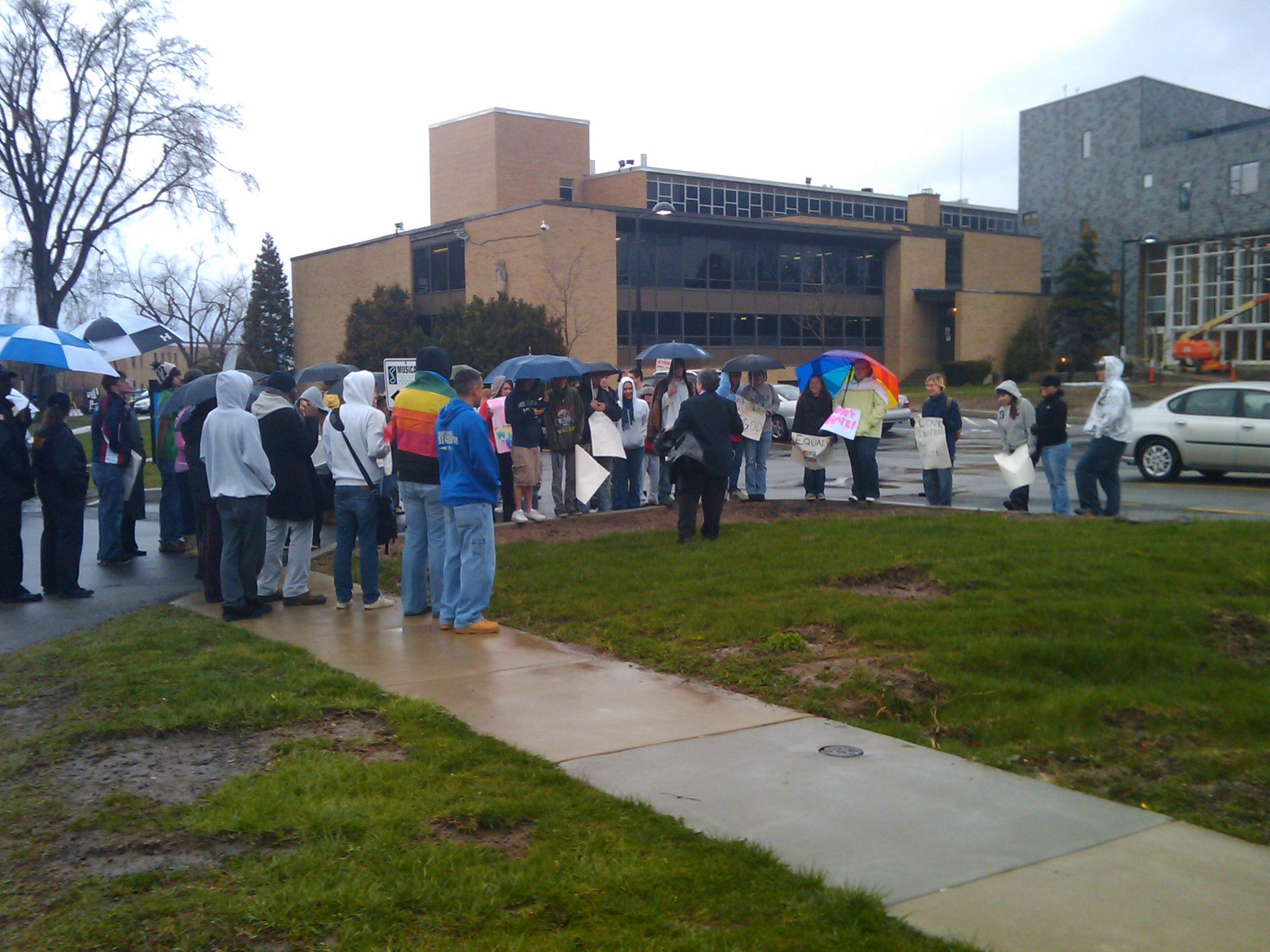
Grupa przygotowuje się do zablokowania z widoku członków Westboro Baptist Church oprotestowujących produkcję w Daemen College

The Laramie Project często jest wykorzystywany jako sposób, by uczyć o uprzedzaniach i tolerancji w edukacji osobistej, społecznej, zdrowotnej i ekonomicznej i lekcjach wychowania obywatelskiego w szkołach, a także było wykorzystane w Wielkiej Brytanii jako tekst literatury angielskiej do GCSE.
To przedstawienie także zainspirowało wysiłki w celu zwalczenia homofobii. Po obejrzeniu przedstawienia, mieszkaniec New Jersey, Dean Walton, zainspirował się do dotacji więcej niż 500 książek i innych mediów do Rainbow Resource Center University of Wyoming. Dzisiaj, ten uniwersytet posiada największą bibliotekę LGBTQ w stanie Wyoming.

## Film
Jako wynik sukcesu przedstawienia, HBO zamówiło w 2002 r. film Projekt Laramie, także napisany i wyreżyserowany przez Kaufmana.

## Powrót do Laramie
10 lat po zabójstwie Shepharda, członkowie Tectonic Theater Project powrócili do Laramie, by przeprowadzić kolejne wywiady z mieszkańcami, z którymi rozmawiali wcześniej. Te wywiady były bazą dla przedstawienia teatralnego The Laramie Project: Ten Years Later. Przedstawienie to miało swoją premierę w prawie 150 teatrach na świecie i w USA 12 października 2009 – w 11 rocznicę śmierci Matthew Shepharda. Wiele z teatrów na żyło połączyło się poprzez webkamery z Nowym Yorkiem, gdzie Judy Shephard, matka Matthew, i producenci oraz twórcy przedstawienia wygłosili mowę, po czym przemówiła aktorka Glenn Close. Daniel DeWeldon zagrał Aarona McKinneya obok Barbary Bain w produkcji w Los Angeles, pod kierownictwem Michaela Arabiana. 
The Laramie Project: 10 Years Later wystawiono po raz pierwszy wraz z The Laramie Project w Brooklyn Academy of Music od 12 do 24 lutego 2013 jako część wydarzenia zatytułowanego The Laramie Project Cycle. Wyreżyserowane przez Kufmana i Leigh Fondakowskiego, ta produkcja pokazała na scenie wiele z aktorów, którzy oryginalnie występowali w tym dramacie.

## Zobacz także
Portal:LGBT
- Przemoc przeciwko osobom LGBT
- Fundacja Matthew Shepharda
- Matthew Shepard w kulturze